# Fremdsprachenlehr- und -lernforschung
Die schulische Fremdsprachenlehr- und -lernforschung (SFLLF) befasst sich einerseits mit dem „natürlichen“ und andererseits mit dem institutionellen, im engeren Sinne schulischen, Spracherwerb – insbesondere einer Fremdsprache – im Laufe eines Lebens. Die SFLLF stellt die Unterschiede (und Gemeinsamkeiten) zwischen natürlichem und institutionellem Lernwegen heraus, wertet altersabhängige Erwerbsabläufe aus, entdeckt Regelmäßigkeiten und Unterschiede.

## Forschungsgrundlagen
Um die Eigenart des methodisch unterstützten schulischen Lernens herauszuarbeiten, werden die Unterschiede in den Lernarrangements und Lernarten gewichtet.
Vier Perspektiven werden untersucht:
- die Aufnahme- und Verarbeitungskompetenz des Lerners
- die Vermittlungskompetenz des Lehrenden (Eltern; Lehrer)
- die Bedeutsamkeit und Appellstruktur des Lernstoffes
- sowie die Passung zwischen diesen mit Auswirkung auf das Behalten und Vergessen.

Der Lebenslauf sollte in die Erwägungen einbezogen werden, weil sich Ontogenese, das heißt die persönliche Entwicklung, und Aktualgenese gegenseitig beeinflussen.
Die Grundlagen dieses von der Deutschen Forschungsgemeinschaft 1986 ins Leben gerufenen Forschungszweigs sind insofern gelegt, als ihre Gegenstände mittlerweile im Wesentlichen auch international konsensfähig sind.
Ob tatsächlich eine breitenwirksame Verbesserung des Lernverhaltens durch schulische Einwirkung jemals erreicht werden kann, wird angesichts der Vielfalt der Herangehensweisen an Problemlösungen (Methodik) als wissenschaftliche Herausforderung betrachtet. Ein Strategietraining erreicht nicht alle Schüler, weil das Lernprogramm angesichts des Wortschatzes teilweise immens ist. Der konstruktivistische Ansatz lässt daher, so scheint es, die Schüler agieren; die Ko-Konstruktion ist ein gängiges Verhalten, weil ein Experte einem Novizen hilft: Eine Rhythmisierung zwischen Instruktion, Ko-Konstruktion und Konstruktion erscheint erstrebenswert.
Das Fach Deutsch als Fremdsprache entwickelte sich seit Ende der 1960er-Jahr. Wissenschaftliche Erkenntnisse gab es zunächst aus der Fremdsprachenlehr- und -lernforschung nur für Erwachsene.

## Natürlicher und institutioneller mono- und bilingualer Spracherwerb
Die Bedeutsamkeit der SFLLF leitet sich ab aus dem Ziel der weiterführenden Schulen, einen möglichst breit wirksamen mehrsprachigen und transkulturellen Standard (siehe Gemeinsamer Europäischer Referenzrahmen) anzulegen. Dieses Ziel beinhaltet ein zu definierendes Corpus an mündlichen und schriftlichen Textsorten für anzugebende Situationen. Die Rezeptionsleistung wird weit höher liegen als die Produktionsleistung. Das Richtziel allgemeinbildender schulischer Ausbildung soll es sein, dass die lernende beim Eintritt in das Berufsleben (nach Kindheit, Schule und Ausbildung) in der Lage sein sollte, die Leistungsschwelle (C1) des Referenzrahmens zu überschreiten. Dafür muss nach Ansicht einiger Autoren der bisherige hinlänglich bekannte zu niedrige institutionelle Leistungsrahmen erhöht werden.
Die Faktorenanalyse des Sprachunterrichts geht von der Erwartung aus, dass das Lehr- und Lernverhalten des jungen Menschen mit positiver Rückwirkung auf sein Behalten verbessert werden kann. Angesichts der vorhandenen Rahmenbedingungen ist zu prüfen, welche Ziele langfristig erreichbar sind. Es müssen zudem die schulartspezifischen Rahmenbedingungen mitbeachtet werden: Die Entwicklung reicht vom frühkindlichen bis zum schulischen Lernen im allgemeinbildenden Schulwesen. Auch das Berufsschulwesen bedarf hinsichtlich der Lehr- und Lernwege und der Unterrichtsdiskurse einer eigenen Betrachtung.

### Integrativer Ansatz zur Erfassung der Lerner- und Lehrermerkmale
Die SFLLF möchte die Auswirkung der wesentlichen Faktoren beim (Fremd-)sprachenerwerb vor und in der Schule in den Blick rücken und gewichten. Sie hat den Lerner als Individuum im Blick und untersucht die zentralen Faktoren seines transitorischen Erlernens einer Fremdsprache unter schulischen Rahmenbedingungen. Dazu sichtet sie die Ergebnisse der sie berührenden Wissenschaften. Als integrative, angewandte Wissenschaft versucht sie die Kluft zwischen Theorie und Praxis zu überbrücken.
Bezugswissenschaften sind
- die Kulturanthropologie,
- die Psychoneurobiologie,
- die Kognitions-, Lern- und Entwicklungspsychologie,
- die Pädagogik

sowie in der fortgeschrittenen Lernerphase
- Semiotik,
- (Psycho-)Textlinguistik, die Literaturdidaktik,
- Landeswissenschaft und
- Medienwissenschaften.

Entwicklungsneurobiologie und Psycholinguistik untersuchen im Verein mit den verschiedenen Spezialgebieten der Psychologie (Entwicklungs-, Differentielle, Lernpsychologie) die Gehirnreifung, den altersangemessenen Wissenszuwachs und die damit verbundenen Lernarten, im weiteren Sinn die Methodik und Mathetik (in Antwort auf Wolfgang Klafkis kategoriale und formale Bildung): Personalisation, Enkulturation und Sozialisation sind ihre interagierenden Aufgabenbereiche in der Ontogenese.

### Entwicklungspsycholinguistik – zentrale Bezugswissenschaft
Die Psycholinguistik als zentraler Bereich der Erwerbsforschung hat sich vier Problemfeldern zugewandt, die sich in eine evolutionäre Erkenntnis- und Lerntheorie einbetten:
1. Wie entwickelt sich die Sprache im Individuum?
2. Wie hat sich Sprache in der Gattung Mensch im Vergleich zum Affen, seinem nächsten Verwandten, entwickelt?
3. Welche Veränderungen bewirkt sie in der zerebralen Entwicklung eines Individuums?
4. Gibt es Unterschiede zwischen frühkindlichem und späterem Spracherwerb mit Auswirkungen auf die cerebrale Vernetzung?

Letztere Frage hat Anteil an der Entwicklungsneuropsychologie, die als Forschungszweig im Entstehen ist: Es findet ein Wechsel von impliziten zu expliziteren Lernarten statt. Demzufolge muss das begriffliche Arbeitswerkzeug zum Verständnis der Vorgänge im Gehirn noch geschaffen werden. Novizenmodelle, die es bisher noch nicht gibt, müssen Experten-Modelle ergänzen.
Die soziokulturelle „epigenetische“ Sprachentwicklung im Verbund mit einer differentiellen Entwicklungspsychologie sind erstrangige Bezugswissenschaften innerhalb eines Lebensspannenansatzes. Im mehr oder weniger geordneten Gehirn entscheidet sich, was mit dem Lernstoff geschieht, zum einen zwischen ihm und dem Lerner (Passend machen), zum anderen zwischen diesem und jenem (Assimilation). In der persönlichen Rekonstruktion des Lernstoffs zeigt sich, was davon vom Lerner verstanden wurde und was nicht.
Aufgrund des besonderen Verhältnisses von Sprache und Denken (siehe Sprachmentalität) haben sich Forschungszweige etabliert, die sich den objektiven Lernschwierigkeiten (und damit Fehlerschwerpunkten) anderer Ethnien zuwenden, etwa Deutsch für Ausländer (DfA), Le Français – langue étrangère (FLE), Español para estranjeros (EPE). Ihre Ergebnisse bieten wichtige Orientierungshilfen für die Erstellung von Progressionen, welche die Lernhemmnisse verteilen. Die Sprachverlustforschung spiegelt das durch mangelndes Verstehen und daher Behalten zustande kommende Vergessen.
Mit Eintritt in die Schule verändert sich das Lernen des Schülers grundlegend: Er wird methodisch und exemplarisch in sektorales Weltwissen eingeführt und systematisch mit (Selbst-/Gruppen-) Lerntechniken vertraut gemacht. Eine nunmehr kognitiv zu nennende Auseinandersetzung wird eingeleitet.
Bis heute fehlt es an differentiellen Novizen-Modellen, welche unterschiedliche Populationen in ihrem jeweiligen Lernalter untersuchen: Defiziente Bilinguale unterschiedlicher Provenienz sind anders zu betrachten als schulische Lerner oder immersives L2-Lernen in einem L2-Lebenskontext. Beim sogenannten natürlichen Lernen wächst das Wissen meist eher zufällig in einem jeweiligen soziokulturellen Kontext auf. In der Schule hingegen wird das Wissen auf kontrolliert methodische und systematische Weise vermittelt. Gesellschaftlichen und kulturellen Bedürfnissen wird Rechnung getragen, wenn sektorales Weltwissen strukturiert, gefiltert und an die Möglichkeiten des Lerners angepasst werden.
Bei Sprachstandserhebungen im vierten Lebensjahre und vor dem Schuleintritt zeichnen sich indes in einigen Populationen der Gesellschaft beunruhigende Tendenzen ab, zum großen Teil bei Immigranten, wodurch die Integration erschwert wird. Zum anderen verlangt die Mobilität in Europa sprach- und situationsmächtige Entscheidungsträger. Das Schulsystem wird durch diese Bedarfsschere stark belastet: Auf der einen Seite soll sie das schulische Scheitern verhindern, auf der anderen Leistungsträger vorbereiten.
Siehe auch: Sapir-Whorf-Hypothese ("die Sprache formt das Denken")

### Auf dem Weg zu einem dynamischen holistischen bilingualen Anfängermodell der Sprachentwicklung
Differentielle Modelle von Anfängern verschiedenen Alters (etwa vom 2. Lebensjahr an oder dem 14.), die es bisher noch nicht gibt, müssen daher ausschließlich zu findende Experten-Modelle, im gegenwärtigen Paradigma konnektionistische, von „unten nach oben“ ergänzen. KI-Programme sind für diese Modellierung bisher wenig hilfreich, weil sie reduktiv sog. „kognitiv“ auf eine symbolische oder propositionale Basis festgelegt sind, während in der Kindheit implizites Lernen überwiegt, welches ein ganz anderes Verhalten (Lernarten) nahelegt.
Beim Zellaufbau, der Zellbewirtschaftung und Zellkooperation während des Auf- und Ausbaus von Gehirnarealen wirkt sich die Chemoelektrik des Körpers völlig anders aus als digitalisierte Programme des Computers sie darstellen. Unter der Einwirkung von Wärme- und Magnetfeldern entstehen Rhythmen von hoher Dynamik, welche symbolischen Kästchenmodellen abgeht. Sie stehen in einem bisher nicht herausgearbeiteten Zusammenhang mit der Psyche (s. Stress; Belohnung). Diese Dynamik spiegelt sich auch – wenngleich gebrochen – in Auf- und Abbauprozessen des sprachlichen Lernens wider. Demzufolge muss das begriffliche Arbeitswerkzeug zum Verständnis der Vorgänge im Gehirn verändert werden.

## Bezeichnung: SFLLF(inst) anstelle von Fachdidaktik-/-methodik
Mit Blick auf die in früherer Forschung übliche Bezeichnung erweisen sich die Begriffe der Fremdsprachendidaktik und der Fachdidaktik als universitäre Bezeichnungen für diesen Forschungszweig – angewendet auf den schulischen Fremdsprachenunterricht – als problematisch: Das Wort Fremdsprachendidaktik impliziert an der Pädagogik ausgerichtete Maßnahmen für alle lebenden Unterrichtssprachen; Fachdidaktik ordnet als hochschulpolitischer Terminus einer Fachwissenschaft eine „Didaktik“ Lehre des Unterrichtsgegenstandes (im Unterschied zur Methodik als Verfahrensweise) zu, das heißt wird als Filter für schulische Belange verstanden.
Die schulische FLLF sucht mit ihren Didaktiken im Wandel der Zeit zu erfassen, welche Themen im jeweiligen Unterrichtsfach zu behandeln sind, damit der Schüler in seiner beruflichen Phase und danach die Fremdkultur in ihren historischen Eigenentwicklungen zu verstehen vermag. Eingeschlossen sind interkulturelle Entwicklungen (etwa: das deutsch-französische Verhältnis).
Es gibt eine Bereichsmethodik (etwa: europäische Fremdsprachen) und in Teilen eine Bereichsdidaktik (etwa: Textbildung, situative Textnutzung) für eine Fremdsprachenfamilie; indes sind die Divergenzen zwischen nah verwandten Sprachen bereits weit größer als ihre Konvergenzen, weshalb eine Fach-zu-Fach-Zuordnung sinnvoll ist. Die Fachdidaktik/-methodik demgegenüber wendet sich – was bisher noch nicht konsequent vollzogen wurde – den Divergenzen und Vermittlungswegen auf den jeweiligen Sprachebenen (Phonetik, Intonation, Semantosyntax, Syntax, Pragmatik) zu.

### Eigengesetzlichkeit des institutionellen Spracherwerbs
Warum wurde das Etikett SFLLF gewählt? Die schulische (Fremd-)Spracherwerbsforschung als Methodik/Mathetik und Didaktik zeichnet sich gegenüber anderen „Fachdidaktiken“ dadurch aus, dass der Spracherwerb sowohl einen Prozess (Lernvorgang) abbildet, als auch gleichzeitig – zunächst mündliche – Textprodukte anlegt. Sprachenlernen und thematische Ergebnisse zu erbringen zu sollen verschränken sich demzufolge, d. h. die Ausdrucksmöglichkeiten in der L1 und der L2 (inst) sind völlig andere: in der Oberstufe etwa ärgert sich so mancher Schüler, der seine Ideen nicht mit seinen vorhandenen sprachlichen Mitteln umsetzen kann. Der Lernzuwachs ergibt sich aus der Übernahme von Verhalten und Wissensbeständen aus der soziokulturellen, je eigenen, Umgebung. Über die durch elterliche Kommunikation mit dem Kind angelegten Lernfortschritte in Abhängigkeit vom jeweiligen Kommunikationsstil liegen – jedoch nicht genügend – Ergebnisse vor. Auch die Frage der Auswirkung der L1-Qualität auf die der L2(nat, inst) ist noch offen.
In der Institution Schule werden – Bedürfnisse der Gesellschaft aufgreifend – sektorales thematisches „Wissen“ funktional ausgebaut.

### Allgemeinbildendes schulisches Richtziel: L2-Schwellenkompetenz (C1)
Muttersprachler können mit einem Dialekt aufgewachsen sein und müssen – aus beruflichen Gründen – zur hochsprachlichen Norm geführt werden. Ausländer können zu Hause einen Dialekt sprechen und in ihrer Umgebungssprache ebenfalls, für sie ergibt sich eine Erschwernis. Wieder andere sprechen ihre Muttersprache als Hochsprache und lernen eine Fremdsprache.
Welche Auswirkungen ergeben sich für sie im Lernprozess und neuronal? Dabei ist Lerntyp und Lernstil zu unterscheiden. Das heißt, die Lernergebnisse unterscheiden sich – mitunter bedeutsam.
Aus dieser Realität sind einige Konsequenzen bezüglich Lernprozessen und neuronalen Netzen zu ziehen: Die Vielfalt der mentalen Prozesse ist groß: Frauen und Männer besitzen in Teilen andere Gehirnstrukturen, so auch junge und alte Lerner, etwa weil sie unterschiedlichen Lerntypen angehören und Lernstile nutzen. In diesem Lichte muss man sich fragen, welche Integrationsarbeit Schule tatsächlich zu leisten vermag, wenn sie das „Bewusstsein“ des Schülers „formt“. Soziokulturelle Faktoren und Gehirnprägung ebenso wie Gehirnreifung bleiben beispielsweise außerhalb der funktionalen Erziehung des Lehrenden. Entscheidungen werden meist spontan getroffen: Das ist ein normales Geschehen als Ausdruck der Emotions-Kognitions-Balance. Zur Verantwortungserziehung gehört es, mit wachsendem Alter Beeinflussungs- und Störfaktoren Schritt für Schritt zu analysieren und zu gewichten.
Die didaktische Entscheidung für das allgemeinbildende Schulwesen – im Wesentlichen aus Zeitgründen – lautet für den Fremdsprachenunterricht: integrierte Sprach- und Sacharbeit.
Sich verschränkende Hauptthemen der SLLF sind eine funktional kommunikative Grammatik im Übergang vom Satz zum Text, im Rahmen der nationalen Kultur die Bearbeitung (Bildung und Analyse) von Texten in einer als anthropologisch verstandenen Landeskunde und der jeweiligen Literatur sowie zudem sogenannten transversalen Themen, welche von der Kultusministerkonferenz vorgeschlagen wurden wie Friedenserziehung, Europa, Umwelterziehung und Werteerziehung.

## Standards der Textbildung innerhalb der kommunikativen Kompetenz (inst)
Die Vielfalt der soziokulturellen Populationen hat zu einer jahrzehntelang geführten Diskussion über die Erreichbarkeit der schulischen Anforderungen im Namen von Chancengerechtigkeit geführt. Im Spannungsfeld von gesellschaftlichem kulturellem und beruflichem Anforderungsbedarf und soziokulturell höchst unterschiedlicher Antwort auf diesen in den Familien hat die Bildungsverwaltung einige richtige, aber bisher in der Breitenwirkung unbefriedigende Entscheidungen getroffen: Sprachstandserhebungen, Hebung der Bildung in der vorschulischen Erziehung, Elternberatung, aber noch nicht Vorziehen der schulischen Erziehung vom dritten Lebensjahr an wie in Frankreich oder Spanien. Mittlerweile wurden, in Anlehnung an Intelligenztests, auch für den schulischen Bereich Standards entwickelt. Standards sind dann sinnvoll, wenn sie Richtwerte darzustellen vermögen, die nur von einigen über-/bzw. unterschritten werden können. Bisher erscheinen sie noch als sehr unscharf. Es ist anzunehmen, dass es nach der Gauß’schen Normalverteilung immer einen Prozentsatz von Schülern geben wird, der die Ziele der Standards (für welche Populationen?) nicht erreicht (ca. ±20 Prozent).
Alle möglichen beruflichen Institutionen haben ihre Zielvorstellungen über das von ihnen erwünschte Leistungsprofil einzustellenden Personals geäußert. Sie haben Eingang gefunden in die Erhebung von sog. Schlüsselqualifikationen, darunter zentrale Anteile von Kommunikativer Kompetenz.

### Mündliche bzw. schriftliche Textnutzung als zentraler Gegenstand schulischen Lernens
Infolge der mentalen Auswirkungen der impliziten Lernarten auf das Lernverhalten herrscht in der Kindheit der Dialog mit seinen verschiedenen Funktionen vor. Über das Lesen wird das Kind bereits rezeptiv an monologische schriftliche Texte herangeführt, aber die schriftliche Abfassung von Textarten wird erst in der Schulzeit eingeübt.
Mit Eintritt in die Schule verändert sich infolge der Gehirnreifung das Lernen des Schülers: Explizite Lernarten kommen nunmehr zum Zuge. Daher wird er nunmehr vermehrt kognitiv in sektorales Weltwissen exemplarisch eingeführt, zur Sprachbetrachtung mit dem Ziel der Sprachpflege hingeführt, und systematisch mit (Selbst-/Gruppen-)Lerntechniken vertraut gemacht.
Mit der Schriftlichkeit einher geht die Respektierung der Sprachnorm als auch eine Veränderung in Lexikon und Syntax. Die Herstellung von Texten ist eine komplizierte Aufgabe, weil unterschiedliche Ebenen koordiniert und abgestimmt werden müssen.

### Texterstellung – Gegenstand anteilig kontrastiv angelegter Bereichsdidaktik bzw. -methodik
Die Herstellung der Textoberfläche erfolgt international auf ähnliche, wenn nicht identische Weise. Die sprachlich-textuelle Meisterschaft verlangt dagegen – wenn sie von muttersprachlichen Lesern anerkannt werden will – eine sprachmentale Maîtrise, die normale, spätbeginnende L2-Lerner, auch nach dem Universitätsstudium, nicht erreichen. Einen geringen Anteil von „Regeln“ kann man kontrastiv angehen, aber die situative Flexibilität des Sprechstils erlangt der Lerner nur nach einem längeren Aufenthalt im Zielland.

## Professionalisierung des Lehrenden: Faktorenanalyse Unterricht
Die Kernfrage der Methodik des institutionellen, zumal spätbeginnenden, Zweitsprachenerwerbs, lautet, inwieweit es möglich ist, das Behalten des Lerners durch methodische Maßnahmen und mathetisches Arrangement der Übungen zu verbessern, muss man doch am Ende der Schulzeit feststellen, dass der Verlust des Gelernten groß ist. Eine gewisse Skepsis rührt daher, dass, um die Vorgänge im Gehirn des Lerners zu verstehen, viele Faktoren bei der mentalen Verarbeitung und demzufolge auch Ausbildung der Gehirnareale zu gewichten sind. Diese zeigen zum Teil erhebliche Unterschiede: Mann und Frau besitzen einen in Teilen abweichenden Aufbau des Gehirns (etwa: Callosum und Zusammenhang von Limbischem System und rechter Hemisphäre). Zudem gibt es infolge von Begabungen unterschiedliche Lernleichtigkeiten und demzufolge Interessen. Lernstile entstehen durch das Zusammenspiel von Kognition und Emotionalität und bewirken im Denkstil verschiedenste Grade und Varianten von Spontaneität bei Entscheidungen, auch wenn sich mit dem Laufe des Alters ggf. eine Entwicklung zur vorsichtigen Schrittigkeit beim Vorgehen feststellen lässt.
Den Fokus der Unterrichtsanalyse eines Lehrenden in der zweiten, schulischen Lernphase, der die Voraussetzungen seines Handelns prüfen möchte, bildet daher die sogenannte methodische Analyse, in der die Merkmale des Lerners mit denen des Lernstoffes und des Vermittlungsweges in Planung und Revision abgeglichen werden. Der Lernstoff wird im allgemeinbildenden Schulwesen in Landescurricula festgelegt. Die sogenannte didaktische Analyse befasst sich mit den lernfördernden und -hemmenden Faktoren des Lernstoffs und die Lerngruppenanalyse mit den Lernervoraussetzungen, wie Geschlecht, Alter, Lerntyp, Lernstil, Vorwissen usw. Ziel ist die Behaltensförderung.

## Bezugswissenschaften
- Allgemeine Didaktik
- Erziehungswissenschaft, Allgemeine Pädagogik, Schulpädagogik
- Pädagogische Psychologie
- Psycholinguistik
- Lerntheorie
- Bildungstheorie
- Deskriptive Linguistik
- Angewandte Linguistik
- Soziolinguistik (auch Soziologie)
- Literaturwissenschaft, Textwissenschaft
- Kulturwissenschaft (früher: Landeskunde), Politikwissenschaft, Geschichte